# Felipe Rodríguez (Fußballspieler)
Felipe Rodríguez, vollständiger Name Felipe Jorge Rodríguez Valla (* 26. Mai 1990 in Juanicó) ist ein uruguayischer Fußballspieler.

## Karriere
Der nach Angaben seines Vereins 1,80 Meter große Mittelfeldspieler spielte von 2011 bis 2012 für den uruguayischen Verein Boston River. Mit dem Zweitligisten erreichte er in jener Saison den 7. Tabellenplatz und schied im Viertelfinale der Aufstiegs-Play-Offs gegen Miramar Misiones aus. Im Verlaufe der Saison erzielte er insgesamt drei Tore, eins in der Begegnungen gegen Huracán (12. Spieltag) und zwei in der Partie bei Villa Teresa (22. Spieltag). Seit der Saison 2012/13 stand der Linksfuß leihweise in Reihen des Erstligisten Club Atlético Cerro. Dort absolvierte er in Apertura und Clausura zwölf Spiele in der Primera División. In der Spielzeit 2013/14 stand er bei El Tanque Sisley unter Vertrag. Die Transferrechte lagen seinerzeit bei Boston River. Für El Tanque bestritt er die beiden Spiele in der Copa Sudamericana 2013 und lief dreimal in der Apertura 2013 in der Liga auf. Anschließend wurde er in der Clausura 2014 wieder an den Zweitligisten Boston River abgegeben, für den er bis zum Abschluss der Saison 14 Ligaspiele bestritt und vier Tore erzielte. Zur Spielzeit 2014/15 kehrte er zu El Tanque Sisley zurück. In der Apertura 2014 wurde er in 14 Erstligaspielen (zwei Tore) eingesetzt. Am 29. Januar 2015 vermeldete Defensor Sporting die sofortige Verpflichtung von Rodríguez. Er band sich zunächst für anderthalb Jahre vertraglich an den Klub. Der Transfer erfolgte auf Leihbasis. In der Clausura 2015 lief er neunmal in der höchsten uruguayischen Spielklasse auf und schoss ein Tor. In der Spielzeit 2015/16 wurde er in 21 Erstligaspielen eingesetzt und erzielte neun Treffer. Zudem bestritt er acht Partien (kein Tor) in der Copa Sudamericana 2015. Anfang August 2016 begann er – wiederum im Rahmen eines Leihgeschäfts – ein Engagement beim Chiapas FC. Bei den Mexikanern weist die Statistik für ihn drei Erstligaspiele (kein Tor) und zwei Pokalpartien (zwei Tore) mit seiner Beteiligung aus. Im Januar 2017 verlieh ihn Boston River dann an LDU Quito. Der ecuadorianische Klub griff bislang (Stand: 4. März 2017) in vier Ligapartien (kein Tor) und einer Begegnung (kein Tor) der Copa Sudamericana 2017 auf seine Dienste zurück.